# Victoriano Huerta
José Victoriano Huerta Márquez (22. december 1850 – 13. januar 1916) var en officer og præsident i Mexico fra den 18. februar 1913 til den 15. juli 1914. Han var født i Colotlán i den mexikanske delstat Jalisco.